# PDS 110
PDS 110是位於獵戶座的一顆年輕恒星，視星等11等，距離地球約1,090光年（335秒差距）。在2017年，人們發現這顆恒星有一顆系外行星或棕矮星，並伴隨塵埃盤環繞著在軌道上運行。

## 描述
PDS110是一顆仍在接近主序列的年輕恒星，歸類為金牛T星或主序前星。它的發射線比典型的金牛T星微弱，被解讀為在後金牛T星的階段。

## 次級天體周圍的塵埃盤
| 成員 (依恆星距離) | 质量      | 半長軸 (AU) | 轨道周期 (天) | 離心率 | 傾角 | 半径 |
| ----------------- | --------- | ----------- | ------------- | ------ | ---- | ---- |
| b                 | 1.8-70 MJ | 2           | 808 ± 2       | —      | —    | —    |

來自SuperWASP和KELT在2008年11月和2011年1月的光度測量顯示出兩次類似的亮度降低，最大亮度降低30%，持續時間為25天。這些事件被解釋為週期為808±2天的星凌的現象，對應於約2AU的軌道距離。亮度的大幅下降可能是由於中心有一顆質量在木星質量的1.8到70倍之間的行星或棕矮星，而其周圍有一個半徑為0.3天文單位的塵埃盤環繞著。預期在2017年9月將進行另一次星凌，但是沒有看到與之前事件類似的事件，因而排除了是週期性的事件

## 外部連結
- Giant ringed planet likely cause of mysterious stellar eclipses （页面存档备份，存于）